# Луиджи Кадорна (крейсер)
«Луиджи Кадорна» (итал. Luigi Cadorna) — итальянский лёгкий крейсер типа «Луиджи Кадорна», участвовавший во Второй мировой войне. Назван в честь итальянского маршала времён Первой мировой войны.

## История
С момента спуска на воду в 1933 году крейсер нёс службу в территориальных водах Италии. В годы Гражданской войны он обеспечивал подвоз припасов и подкреплений фалангистам, в апреле 1939 года принял участие во вторжении итальянских войск в Албанию. С момента вступления Италии во Вторую мировую состоял в 4-м крейсерском дивизионе: первое задание «Луиджи Кадорна» начал выполнять 9 июня 1940, занявшись установкой минных заграждений близ острова Лампедуза.
Спустя месяц «Луиджи Кадорна» принял участие в бою у Калабрии: в отличие от своего корабля-близнеца «Армандо Диаса», он сумел избежать попадания торпед и авиабомб, оказав помощь пострадавшему близнецу. Однако из-за слабостей в конструкции и слишком тонкой брони крейсер отправился в резерв 12 февраля 1941, выйдя оттуда только после обострения ситуации в Средиземноморье и начале массированных атак на североафриканские конвои. «Луиджи Кадорна» в основном перехватывал британские конвои, шедшие на Мальту. В декабре 1941 года крейсер вошёл в состав одного конвоя, перевозившего горючее и припасы в Ливию.
В январе 1942 года он был переведён в Полу, будучи переоборудованным в учебное судно. 14 июня 1943 возвращён в основной состав флота в 8-й крейсерский дивизион. С 24 по 30 июня перебрасывал войска в Албанию, 3 июля отправился в Таранто. В августе «Луиджи Кадорна» установил пять минных заграждений в заливе Таранто для обороны города. После капитуляции Италии крейсер отправился на Мальту к 9 сентября для сдачи союзникам, 14 сентября интернирован в Александрию.
В октябре месяце «Луиджи Кадорна» вернулся в Таранто, до конца войны использовался как транспортное судно для перевозки и разоружения итальянских войск. 10 февраля 1947 по мирному договору между союзниками и Италией крейсер был сохранён в составе ВМС Италии, однако из-за своего старого оборудования использовался исключительно в учебных целях. Пущен на слом в мае 1951 года.